# Eisenbahn- und Verkehrsgewerkschaft
Die Eisenbahn- und Verkehrsgewerkschaft (EVG) ist die größte Gewerkschaft des Eisenbahn- und Transportwesens in Deutschland und Europa. Stand 2025 gehören rund 185.000 Mitglieder zur Gewerkschaft. Sie vertritt nicht nur die Beschäftigten der Deutschen Bahn inklusive ihrer Busgesellschaften, sondern auch der Nichtbundeseigenen Eisenbahnen. Die EVG ist eine politische Organisation mit Hauptsitz in Frankfurt am Main und Berlin.

## Geschichte

### Vorgeschichte
Im 19. Jahrhundert, mit der Einführung der Eisenbahn in Deutschland, entstanden erste Interessenvertretungen der Eisenbahner, die meist lokal und auf betrieblicher Ebene tätig waren. Mit der Industrialisierung und dem Wachstum des Eisenbahnwesens wuchs der Bedarf an einer stärkeren kollektiven Vertretung. Nach der Reichsgründung 1871 führte die Regierung das Sozialistengesetz ein, das Gewerkschaften verbot. Dennoch organisierten sich die Eisenbahner weiter, und 1896 wurde in Hamburg der erste deutsche Verband der Eisenbahner gegründet, um ihre sozialen und wirtschaftlichen Interessen zu vertreten.
Im Mai 1908 schloss sich der Hamburger Verband der Eisenbahner Deutschlands (VdED) dem Deutschen Transportarbeiter-Verband an. Trotz dieser Fusion gelang es dem Deutschen Transportarbeiter-Verband nicht, hohe Mitgliederzahlen unter den Eisenbahnern zu erreichen. Daraufhin wurde 1916 der Deutsche Eisenbahner-Verband (DEV) gegründet, der 1917 stark wuchs und über 37.000 Mitglieder verzeichnete. Bis 1918 stieg die Anzahl der Mitglieder auf über 55.000.
Nach der Novemberrevolution profitierte der DEV von den politischen Veränderungen wie der Einführung des Streikrechts. In den folgenden Jahren wuchs der Verband weiter und fusionierte am 1. Juli 1920 mit dem süddeutschen Verband des Deutschen Verkehrspersonals. Mit der Einführung von Arbeitsrechten und der Koalitionsfreiheit im Rahmen der Weimarer Verfassung stabilisierte sich die Position der Gewerkschaften und insbesondere der Eisenbahnervertretungen.
Am 27. Juni 1925 schlossen sich der DEV und die Reichsgewerkschaft Deutscher Eisenbahnbeamten zum Einheitsverband der Eisenbahner Deutschlands (EdED) zusammen. Der Verband übernahm die gewerkschaftliche Einheitsorganisation für das gesamte beschäftigte Eisenbahnpersonal, einschließlich aller Angestellten in den Nebenbetrieben.
Während der Zeit des Nationalsozialismus wurden die freien Gewerkschaften zerschlagen. Nach der Machtübernahme der Nationalsozialisten im Jahr 1933 löste das NS-Regime die bestehenden Gewerkschaften auf und ersetzte sie durch die Deutsche Arbeitsfront (DAF), die die Interessen der Arbeitnehmenden im Sinne des Regimes gleichschaltete und jegliche unabhängige Arbeitervertretung verhinderte. Viele Gewerkschafter wurden verfolgt oder in Konzentrationslager deportiert. Die Geschichte und die Rolle der Eisenbahnergewerkschaften und ihrer Beschäftigten während der NS-Zeit wurde unter anderem von der EVG in der Publikation Der ständige Kampf zur Verbesserung der Lebens- und Arbeitsbedingungen 1835–2017 aufgearbeitet.
Nach dem Kriegsende wurden ab 1945 Gewerkschaften neu gegründet; 1948 erfolgte die Gründung der Gewerkschaft der Eisenbahner Deutschlands (GdED) in der BRD sowie die Gründung der Gewerkschaft Deutscher Reichsbahnbeamten und Anwärter (GDRA) für das Land Nordrhein-Westfalen. Die GDRA änderte ihren Namen im Mai 1949 in Gewerkschaft Deutscher Bundesbahnbeamten und Anwärter im Deutschen Beamtenbund (GDBA).
2000 änderte die GdED ihren Namen in Transnet.

### Gründung der EVG
Bereits in den frühen 2000er Jahren entwickelten Transnet und GDBA eine Kooperation, so wurde 2005 die Tarifgemeinschaft Transnet/GDBA gegründet, die fortan die Tarifverträge bei der Deutschen Bahn und anderen Unternehmen einheitlich verhandelte.
Juristisch wurde die EVG am 30. November 2010 nach den satzungsrechtlichen Beschlüssen durch Zusammenschluss der beiden Gewerkschaften Transnet und Verkehrsgewerkschaft GDBA gebildet. Die politische Gründung erfolgte am 1. Dezember 2010. Dies war das erste Mal, dass eine DGB- und eine Beamtenbundsgewerkschaft miteinander fusionierten. Erster Vorsitzender wurde Alexander Kirchner. Ein Jahr nach der Gründung sank die Mitgliederzahl um etwa 5 % und Anfang 2012 zählte die Gewerkschaft rund 220.000 Mitglieder.
Am 12. November 2019 wurde Torsten Westphal zum neuen Vorsitzenden der EVG gewählt. Am 22. April 2020 trat Westphal vom Vorsitz zurück. Am 30. November 2020 wurde Klaus-Dieter Hommel auf einem digitalen, außerordentlichen Gewerkschaftstag zum neuen Vorsitzenden gewählt. Beim ordentlichen Gewerkschaftstag im Oktober 2022 trat Klaus-Dieter Hommel aus Altersgründen nicht mehr an und der zuvor stellvertretende Vorsitzende Martin Burkert wurde zum neuen Vorsitzenden gewählt.
Die EVG feierte im Jahr 2021 ihr 125-jähriges Bestehen.

## Organisationsstruktur
Die EVG ist demokratisch aufgebaut. Die Mitglieder bestimmen unmittelbar oder mittelbar durch gewählte Vertreter die Funktionsträger der Gewerkschaft. Die Organisation der EVG gliedert sich in verschiedene Ebenen, beginnend auf der Ortsebene (Ortsverbände) über die Landesverbände bis zur Bundesebene. Innerhalb dieser Struktur ist die Arbeit der sogenannten Personengruppen Frauen, Jugend und Senioren ebenfalls demokratisch aufgebaut. Auf Landesebene wird die Arbeit durch Landesverbandsvorstände koordiniert.
Auf betrieblicher Ebene sind die Mitglieder in Betriebs- und Dienststellengruppen organisiert, die ebenfalls Vertreter in einen bundesweiten Ausschuss entsenden.
Die Bundesebene umfasst zentrale Organe wie den Gewerkschaftstag, die Bundeskonferenz, den Bundesvorstand, den Beschwerdeausschuss sowie die Revisionskommission. Zusätzlich bestehen spezifische Gremien für verschiedene Berufsbereiche (Fach- und Berufsgruppen) sowie für beamtenpolitische und sozialpolitische Themen sowie die Interessenvertretung für Menschen mit Behinderung.
Diese Gremien sollen der Beratung und Unterstützung der Gewerkschaftsorgane dienen und den Zusammenhalt sowie die Solidarität innerhalb der Mitgliedschaft fördern.
Wie zuvor die Transnet gehört die EVG dem DGB an. Sie ist darüber hinaus Mitglied der Europäischen Transportarbeiter-Föderation (ETF) und der Internationalen Transportarbeiter-Föderation (ITF).
Seit 2022 ist Martin Burkert Vorsitzender der Gewerkschaft.

### Mitglieder
Die EVG organisiert Mitarbeiter bei Bahnen und Bussen. Die Mitgliedschaft ist freiwillig. Neben den Mitarbeitern der Deutschen Bahn und verschiedener Privatbahnen, zählen auch Beamte des Bundeseisenbahnvermögens (BEV), des Eisenbahn-Bundesamtes (EBA) und des Bundesamtes für Logistik und Mobilität (BALM) zu den Mitgliedern. Darüber hinaus organisieren sich in der EVG zum Beispiel auch Beschäftigte der Deutschen Rentenversicherung Knappschaft-Bahn-See (DRV KBS), der Bahn-BKK, der Seil- und Bergbahnen, der Bodensee-Schiffsbetriebe, der Vital-Kliniken und der DEVK. Die EVG-Jugend organisiert Menschen unter 30 Jahren. Sie ist sowohl auf Bundesebene, als auch auf Landes- und Ortsebene aktiv. Dabei arbeitet sie mit den Jugend- und Auszubildendenvertretungen der organisierten Betriebe zusammen und vernetzt diese. Ebenso sind die EVG-Frauen regional aktiv.
Bei ihrer Gründung hatte die Gewerkschaft rund 240.000 Mitglieder, davon 210.000 Mitglieder der Transnet und 30.000 der GDBA. Stand 2025 zählt die EVG rund 192.000 Mitglieder.

### Standorte
Die unmittelbare Betreuung der Mitglieder vor Ort und in den Betrieben ist in 32 hauptamtlich besetzten Geschäftsstellen sowie ehrenamtlich zusammengesetzten Ortsverbänden organisiert.

## Aufgabe
Zu den Aufgaben der EVG gehört die Interessenvertretung ihrer Mitglieder auf sozialer, beruflicher, wirtschaftlicher und ökologischer Ebene. Die EVG handelt Tarifverträge aus, die faire Löhne und gute Arbeitsbedingungen für ihre Mitglieder sicherstellen sollen. Dabei werden neben der Vergütung auch Arbeitszeiten, Mehrarbeit und Sonderzahlungen wie Urlaubs- oder Weihnachtsgeld berücksichtigt. Die Gewerkschaft bietet Arbeits- und Sozialrechtsschutz sowie Privat-, Familien- und Wohnungsrechtsschutz für ihre Mitglieder an. Über den Fonds soziale Sicherung unterstützt die EVG ihre Mitglieder beim Erhalt ihrer Gesundheit, bei individueller Weiterbildung oder bei persönlichen Notlagen.
Weiterhin fördert sie die Jugendarbeit sowie die Aus- und Weiterbildung ihrer Mitglieder. Die Europäische Akademie für umweltorientierten Verkehr EVA ist dabei die Bildungs- und Beratungsgesellschaft der EVG und unterstützt ihre Mandatsträger in Betriebs- und Aufsichtsräten. Das Bildungs- und Förderungswerk (BFW) arbeitet im Bereich Beratung, Bildungsfinanzierung und Versicherungsleistungen für Mitglieder.
Für die Mitglieder gibt die Gewerkschaft seit Dezember 2010 eine monatliche Mitgliederzeitschrift mit dem Titel imtakt heraus.
Laut Zeitungen wie der Frankfurter Rundschau gehört die EVG zu den Gewerkschaften, die sich „klar gegen Rechtsextremismus, Hassparolen und auch gegen die AfD“ positionieren. Sie fasste als eine der ersten Gewerkschaften in Deutschland einen Unvereinbarkeitsbeschluss zur AfD.

## Verkehrspolitische Aktivitäten
Zu den verkehrspolitischen Aktivitäten gehört die Förderung des Schienenverkehrs und der Einsatz für die Verbesserung der Infrastruktur. Sie fordert eine langfristige und verlässliche Finanzierung der Infrastruktur sowie eine Sanierung, da der Schienenverkehr stark vom Sanierungsrückstau betroffen sei. Hierfür startete die EVG 2019 die Kampagne Mehr Bahn für die Menschen, mit der sie unter anderem auf den maroden Zustand von Bahnanlagen (Schienen, Bahnhöfen, Brücken) aufmerksam machen wollte. Laut der EVG seien Stand 2024 mehr als 9000 Eisenbahnbrücken über 100 Jahre alt.
Die EVG spricht sich zudem gegen eine Zerschlagung der Deutschen Bahn AG aus, befürwortet aber Strukturreformen. Unter anderem befürwortete sie die Verschmelzung der DB Station und Service AG auf die DB Netz AG und anschließende Umbenennung in DB InfraGO AG. Bereits während der Koalitionsverhandlungen 2021 hatte sich die EVG mit der Kampagne Hände weg von der Bahn gegen eine Trennung von Netz und Betrieb eingesetzt.
Die Verbesserung bzw. der Ausbau der Infrastruktur des Schienenverkehrs ist laut EVG zudem für die Erreichung der Klimaziele relevant, weshalb die EVG sich für eine Verkehrswende hin zu umweltfreundlichen Transportmitteln ausspricht. Hierfür legte sie 2024 zusammen mit Organisationen wie Allianz pro Schiene und der IG Metall der Bundesregierung ein Positionspapier vor, in dem sie zu einer stärkeren und schnelleren Befassung mit der ökologischen und sozialen Verkehrswende aufriefen. Ende 2024 kritisierte die EVG zudem den Stellenabbau bei DB Cargo, da dieser zu einer Verlagerung von Transporten von der Schiene auf die Straße führen und somit die angestrebte Verkehrswende behindern könnte. Mit der Kampagne Wir sehen Rot machte die EVG unter anderem in Mainz öffentlich auf die Situation bei DB Cargo aufmerksam. In der Folge blieb der Bereich „Kombinierter Verkehr“ Teil des Konzerns.

## DB-Tarifrunden
Die EVG tarifiert verschiedene Unternehmen aus dem Verkehrsbereich und ist seit 2010 an zahlreichen Tarifrunden beteiligt. Der mit Abstand größte Konzern ist dabei die Deutsche Bahn AG, die seit 2021 das Tarifeinheitsgesetz (TEG) anwendet. Von den rund 300 DB-Betrieben wenden die meisten die Tarifverträge der EVG an; unter diese fallen rund 190.000 Beschäftigte. In 17 der 300 Betrieben kommen die Tarife der Gewerkschaft Deutscher Lokomotivführer (GDL) zur Anwendung, was ungefähr 10.000 Beschäftigten entspricht.

### Tarifrunde 2016
Im Dezember 2016 erzielte die EVG mit der Deutschen Bahn einen Tarifabschluss mit einem Gesamtvolumen von über 5,5 %. Die Vereinbarung umfasste eine Entgelterhöhung in zwei Stufen: 2,5 % ab dem 1. April 2017 sowie weitere 2,6 % ab dem 1. Januar 2018. Zusätzlich wurde eine Einmalzahlung von 550 Euro für die Monate Oktober 2016 bis März 2017 vereinbart.
Ein weiterer Bestandteil des Abschlusses war die Einführung eines Wahlmodells zur Arbeitszeitgestaltung. Ab 2018 konnten die Beschäftigten individuell entscheiden, ob sie die zweite Stufe der Entgelterhöhung von 2,6 % in Form von zusätzlichem Gehalt, sechs zusätzlichen Urlaubstagen oder einer Reduzierung der Wochenarbeitszeit von 39 auf 38 Stunden in Anspruch nehmen. Dieses Modell zielte darauf ab, den unterschiedlichen Bedürfnissen der Mitarbeiter gerecht zu werden. Darüber hinaus beinhaltete der Tarifvertrag Verbesserungen für Auszubildende, einschließlich einer höheren Vergütung, eines Mietkostenzuschusses und einer Prämie zur betrieblichen Altersvorsorge.

### Tarifrunde 2018
Am 8. Dezember 2018 rief die EVG ihre Mitglieder zum Warnstreik am 10. Dezember auf. Bei der Deutschen Bahn wurde bundesweit zwischen 5 und 9 Uhr der gesamte Fernverkehr eingestellt. Der Warnstreik sorgte für zahlreiche Verspätungen im nationalen Bahnverkehr, vereinzelt auch über die Landesgrenzen hinaus. Die Deutsche Bahn rief die EVG zur Wiederaufnahme der Tarifverhandlungen auf. Der daraufhin erzielte Tarifabschluss sah Entgelterhöhungen von 6,1 % in zwei Stufen vor. Inbegriffen war hier das sogenannte zweite Wahlmodell mit der Möglichkeit, erneut 2,6 % Erhöhung in freie Zeit umzuwandeln. Mit beiden Wahlmodellen haben die Beschäftigten seither die Möglichkeit, bis zu zwölf Tage zusätzlichen Erholungsurlaub zu wählen.

### Tarifrunde 2020
Im Rahmen der Tarifrunde 2020 einigten sich die Deutsche Bahn und die EVG auf eine Lohnerhöhung von 1,5 % ab dem 1. Januar 2022. Dieser Abschluss wurde vor dem Hintergrund der finanziellen Belastungen durch die COVID-19-Pandemie erzielt und beinhaltete zudem einen erweiterten Kündigungsschutz sowie zusätzliche Freistellungsmöglichkeiten für die Kinderbetreuung.

### Tarifrunde 2023
Erstmals liefen 2023 die Tarifrunden für die Deutsche Bahn und für die nichtbundeseigenen Eisenbahnen (NE-Bahnen) parallel – eine Entwicklung, die durch zuvor abgestimmte Laufzeiten der Tarifverträge vorbereitet worden war. Die EVG stellte im Februar 2023 ihre Forderungen auf und strebte eine einheitliche Verhandlungsstrategie für alle Eisenbahnunternehmen an. Nachdem die Arbeitgeberseite kein verhandlungsfähiges Angebot vorgelegt hatte, rief die EVG gemeinsam mit ver.di am 23. März 2023 zum Warnstreik am 27. März 2023 auf. Neben Beschäftigten der Deutschen Bahn legten auch Mitarbeiter von Transdev, AKN, Osthannoversche Eisenbahnen, Erixx, Vlexx, Eurobahn sowie Die Länderbahn die Arbeit nieder – jeweils im Rahmen ihrer eigenen, aber zeitgleich geführten Tarifrunden. Die Deutsche Bahn kündigte daraufhin die Einstellung des gesamten Fernverkehrs am Streiktag an. Martin Seiler, Vorstand Personal und Recht der Deutschen Bahn AG sagte hierzu: „Wir gehen davon aus, dass am Montag das Land lahmgelegt ist und dass so gut wie kein Eisenbahnverkehr möglich ist.“ Am 20. April 2023 gab es einen weiteren Warnstreik der EVG bei der Deutschen Bahn und weiteren Unternehmen von 3 Uhr bis 11 Uhr. Am 11. Mai 2023 kündigte die EVG einen dritten Warnstreik bei der Deutschen Bahn und weiteren Verkehrsunternehmen an, der vom 14. Mai 2023, 22 Uhr bis 16. Mai, 24 Uhr dauern sollte. Gegen diesen Streik reichte die Deutsche Bahn einen Eilantrag vor dem Arbeitsgericht Frankfurt ein, der am 13. Mai 2023 ab 12 Uhr verhandelt wurde. Der Warnstreik wurde am 13. Mai 2023 durch einen gerichtlichen Vergleich abgewendet.
Im Juli 2023 stimmte die EVG einer Schlichtung bei den Verhandlungen mit der Deutschen Bahn AG zu. Diese wurde von Prof. Dr. Heide Pfarr für die EVG und Thomas de Maizière für die Deutsche Bahn durchgeführt. Ende Juli 2023 wurde die Schlichtung beendet und ein Kompromisspapier vorgelegt. Die ursprünglichen EVG-Forderungen umfassten eine tabellenwirksame Lohnerhöhung von 12 % oder mindestens 650 Euro bei einer Laufzeit von 12 Monaten. Das Schlichtungsergebnis sah eine Inflationsausgleichsprämie von 2850 Euro sowie gestaffelte Entgelterhöhungen von 200 Euro im Dezember 2023 und 210 Euro im August 2024 bei einer Laufzeit von 25 Monaten vor. Zudem wurde eine Strukturanpassung für bestimmte Berufsgruppen umgesetzt: In den Funktionsgruppen 1, 3 und 5 stiegen die Entgelte beispielsweise zum 31. März 2025 im Schnitt um 174 Euro monatlich, abhängig von der jeweiligen Entgeltstufe. In verschiedenen Dienstleistungsunternehmen des DB-Konzerns wurden außerdem die bislang regional unterschiedlichen Tabellen vereinheitlicht und angehoben.
Der EVG-Bundesvorstand empfahl die Annahme des Schlichterspruchs, insbesondere aufgrund der finanziellen Situation vieler Mitglieder. In einer Online-Urabstimmung stimmten 52,3 % der Teilnehmer für die Einigung, bei einer Wahlbeteiligung von 65,3 %.

### Tarifrunde 2025
In der Tarifrunde 2025 zwischen der EVG und der Deutschen Bahn einigten sich die Tarifparteien auf ein Gesamtpaket, das mehrere Punkte umfasst. Neben einer Entgelterhöhung von 4,5 % in zwei Stufen gehören dazu insbesondere die Einführung des EVG-Zusatzgeldes (EVG-ZUG) sowie eine Beschäftigungssicherung, die den Ausschluss betriebsbedingter Kündigungen bis Ende 2027 vorsieht. Das zusätzliche Entgelt richtet sich zunächst an bestimmte Beschäftigtengruppen, vor allem an Schichtarbeitende, die ab 2026 ein jährliches Zusatzgeld in Höhe von 2,6 % ihres Jahresentgelts erhalten. Ab 2027 wird das EVG-ZUG auf alle Beschäftigten ausgeweitet, die dann jährlich 2,0 % ihres Jahresentgelts zusätzlich erhalten. Für Schichtarbeitende bedeutet dies ab 2027 insgesamt 4,6 % zusätzlich pro Jahr. Darüber hinaus haben Beschäftigte unter bestimmten Bedingungen die Möglichkeit, einen Teil dieses Zusatzgeldes in zusätzliche freie Tage umzuwandeln.